# Il pipistrello

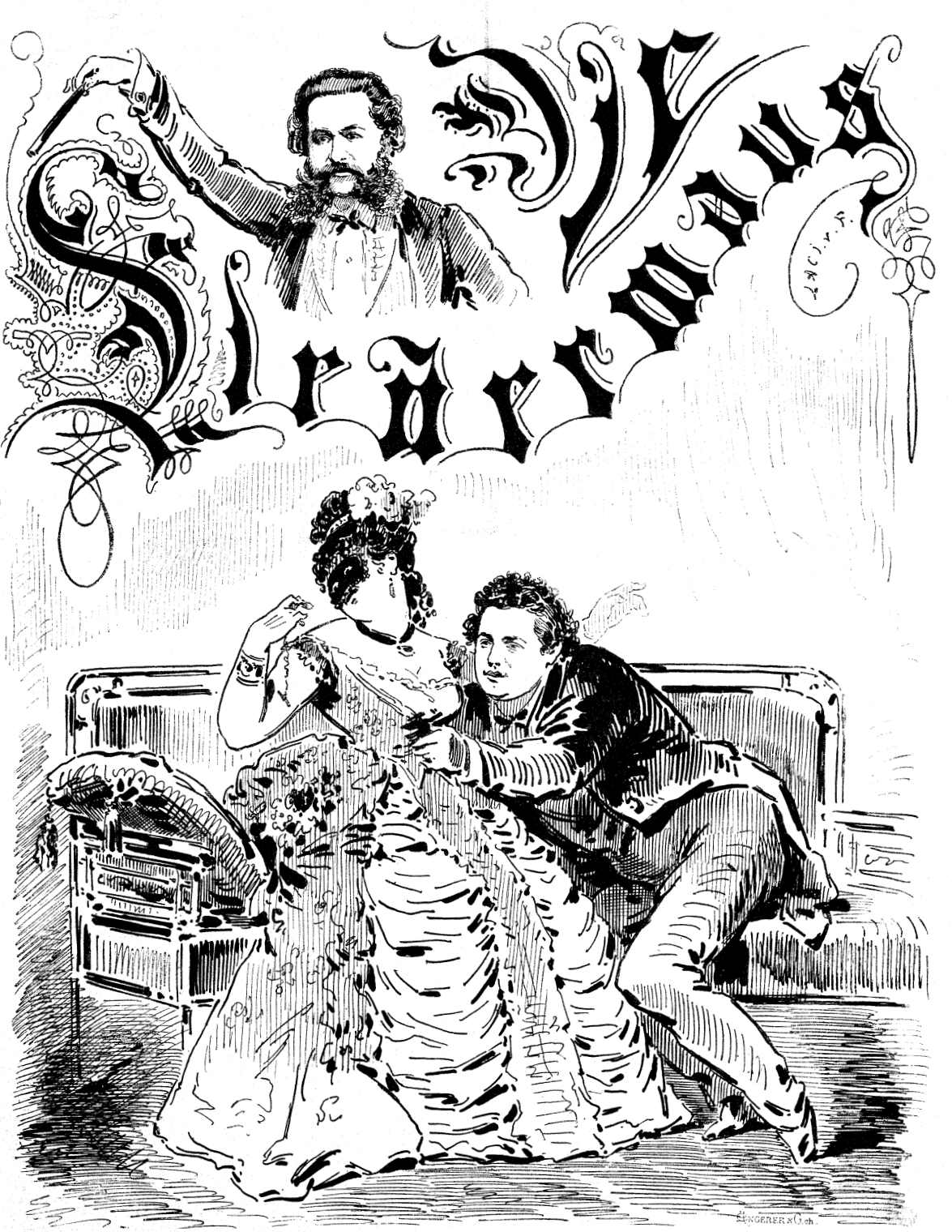
Copertina che il giornale Die Bombe dedicò alla prima dell'operetta Die Fledermaus.

Il pipistrello (in tedesco, Die Fledermaus ed in francese, La Chauve-Souris) è la più celebre operetta di Johann Strauss, su libretto di Carl Haffner e Richard Genée da Le Réveillon di Henri Meilhac e Ludovic Halévy.

## Le origini e le rappresentazioni
Nonostante fosse passato un anno dal terribile "Venerdì nero" (9 maggio 1873) in cui vi fu il crollo della Borsa a Vienna, i sentimenti di pessimismo e di disperazione si facevano ancora sentire nella vita della capitale Asburgica, anche nei teatri, che in quel periodo registrarono dei forti cali al botteghino. Ansiosi di porre rimedio a questa situazione potenzialmente disastrosa, i gestori dei teatri cercarono avidamente la giusta produzione che avrebbe riportato il pubblico nei teatri.
Venuto a conoscenza di una commedia francese di grande successo di Henri Meilhac (1831-1897) e Ludovic Halévy (1834-1908), intitolata Le Réveillon (che riprendeva a grandi linee Das Gefängnis (La prigione, 1851, una commedia molto popolare dal drammaturgo e librettista tedesco Roderich Benedix (1811-1873) il co-direttore del Theater an der Wien, Max Steiner (1830-1880), acquistò i diritti del lavoro e incaricò il drammaturgo Karl Haffner (1804-1876) di scrivere una traduzione in tedesco.
Haffner affrontò grandi difficoltà per adattare al gusto e alla comprensione del pubblico viennese un lavoro di stampo marcatamente francese e prevedibilmente il suo tentativo venne giudicato inadatto. Una soluzione al problema venne proposta dall'agente teatrale Gustav Lewy (1824-1901), che convinse Steiner a modificare il lavoro di Haffner per estrarne il libretto di un'operetta da presentare al suo vecchio compagno di scuola, Johann Strauss.
Il compito di creare il libretto fu affidato al direttore d'orchestra del Theater an der Wien, il librettista e compositore Richard Genée (1823-1895).
Strauss fu subito affascinato dal Doktor Fledermaus, questo era il titolo originariamente pensato per il libretto di Genée, e si mise al lavoro subito. Lavorando in stretta collaborazione con il suo librettista, Johann completò la maggior parte della partitura musicale in soli 42 giorni.
Il debutto per Die Fledermaus, titolo che alla fine venne scelto per l'operetta, era stato previsto per il settembre 1874, ma a causa delle sempre maggiori difficoltà finanziarie incontrate dal Theater an der Wien, si decise di anticiparne la prima. La prima rappresentazione, tra l'attesa generale, si svolse la domenica di Pasqua, il 5 aprile 1874. Poiché secondo le leggi austriache in quel giorno potevano essere consentiti soltanto spettacoli di beneficenza, i proventi della serata inaugurale andarono alla "Fondazione per la Promozione della Piccola Industria", patrocinata dall'imperatore d'Austria.
Numerose furono le critiche a libretto, cast e musica; Ziehrer sul suo Deutsche Musikzeitung osservò:
(Karl Michael Ziehrer)

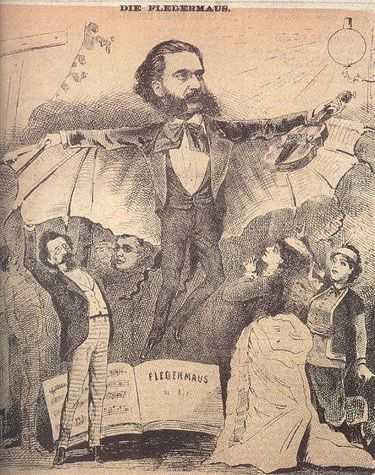
Strauß, pipistrello svolazzante

Tuttavia la stampa della prima notte fu piuttosto generosa nella lode al Fledermaus. Il recensore del Vorstadt Konstitutionelle-Zejtung, riportò:
(Vorstadt Konstitutionelle-Zejtung)
Analogamente l'Illustriertes Wiener Extrablatt parlò di:
(Illustriertes Wiener Extrablatt)
L'8 luglio successivo avviene la prima nel Deutsches Theater di Berlino, il 14 novembre a Budapest, il 21 novembre a New York, il 18 aprile 1875 nel Semperoper di Dresda e il 26 giugno successivo nel Teatro Nuovo di Napoli de La danza, nella traduzione italiana di Enrico Golisciani, il 10 luglio allo Staatstheater am Gärtnerplatz di Monaco di Baviera e il 18 dicembre 1876 la prima nel Regno Unito all'Alhambra Theatre di Londra.

## Trama

### Atto 1
Vienna, nel salotto di Villa Eisenstein.
La cameriera Adele ascolta una serenata rivolta alla padrona di casa Rosalinde: la cameriera sa che l'autore della serenata è un insegnante di canto, Alfred, che Rosalinde ha conosciuto bene anni prima di sposarsi.
Nel contempo Adele legge tutta contenta una lettera di sua sorella Ida, una ballerina, che è stata invitata al ballo organizzato dal ricco principe russo Orlofsky: ella potrà accompagnarla, legge nella lettera, ma solo se riuscirà a farsi prestare un vestito elegante della sua padrona. Felicissima cerca di ottenere la serata libera raccontando a Rosalinde una bugia: le fa credere che deve far visita a una vecchia zia malata. Senza esitazioni la padrona di casa nega il permesso: essa dovrà stare in casa perché proprio quella sera suo marito, Gabriel von Eisenstein, inizierà a scontare una lieve condanna in prigione per aver schiaffeggiato un pubblico ufficiale. Così Adele, singhiozzante, non potrà far compagnia alla sorella durante la festa: dovrà invece far compagnia a Rosalinde, che altrimenti resterebbe sola in casa, esposta a molestie o tentazioni.
Giunge Eisenstein, il quale si lamenta con il suo avvocato Blind per l'aumento di tre giorni della pena inflitta in sede di appello.
I due litigano e s'insultano pesantemente, poiché Eisenstein ritiene Blind un incapace dato che non è riuscito a evitargli l'aumento di tre giorni della pena. Partito Blind, Eisenstein si fa consolare dalla moglie. Giunge il dottor Falke, vecchio amico di Eisenstein, che lo convince a rimandare l'inizio della pena, per andare con lui al ricevimento di Orlofsky.
Eisenstein si lascia facilmente convincere, a patto però che sua moglie non sappia nulla! Rosalinde torna con i vecchi vestiti che il marito le ha chiesto per andare in prigione. Ma si meraviglia quando egli le dice di aver cambiato idea: metterà l'abito da sera. Ma che importa, Rosalinde ormai pensa soprattutto alla possibilità d'incontrare lo spasimante Alfred, naturalmente senza testimoni. Per questo accorda ad Adele la serata libera che le aveva rifiutato prima. Nel frattempo Eisenstein si prepara ad andare in prigione, profumato ed elegantissimo, dove lo attendono i... topi (gioco di parole, con questo termine venivano indicate le ballerine dell'Opera).
Eisenstein e Adele fanno finta di dispiacersi che Rosalinde resti sola e anche Rosalinde, naturalmente, sta al gioco in uno spassoso terzetto.
Rosalinde, rimasta sola, sente arrivare Alfred che fa il suo ingresso nella villa di Eisenstein. Alfred si mette la vestaglia di quest'ultimo, pronto per una saporita cenetta, che Rosalinde, in prospettiva di rimaner sola, ha cucinato per se stessa, beve il suo vino e vuole che la donna beva con lui. Lei lo prega di andarsene, ma invano.
Del tutto inaspettato, arriva un guastafeste: è Frank, nuovo direttore delle carceri, che è venuto a prelevare Eisenstein prima di recarsi, come tutti, da Orlofsky. Alfred, che ama Rosalinde, per non comprometterla, si lascia portar via al posto del di lei marito, che Frank non ha mai visto. Non gli resta che darle un bacio d'addio, che lei non può rifiutare.

### Atto 2
Vienna, Palazzo del principe Orlofsky.
Nella villa di Orlofsky si festeggia e ci si diverte aspettando l'arrivo del principe. Giunge Adele che incontra sua sorella Ida, molto meravigliata della sua presenza. Ma Adele lo è ancor di più, poiché ha ricevuto una lettera in cui, come sappiamo, la sorella la invitava con calore a venire alla festa. Uno scherzo, le dice Ida, che si vergogna che una donna di rango così basso partecipi a un tale ricevimento. Decide tuttavia di fare buon viso a cattivo gioco presentando sua sorella come un'artista.
Ma ecco arrivare il principe Orlofsky con Falke, a cui chiede che cosa potrebbe divertirlo nel corso della festa, dato che si annoia mortalmente. Il dottore ha già un piano: vuole ordire uno scherzo a Eisenstein, per vendicarsi finalmente di quella volta che l'amico, dopo un ballo di carnevale, lo aveva fatto tornare a casa, alla luce del giorno, vestito da pipistrello.
Ida presenta sua sorella al principe come un'artista esordiente di nome Olga. Falke dice sottovoce che ella sarà un personaggio della sua pièce comica.
Arriva Eisenstein travestito da marchese Renard. Falke chiede al principe di intrattenerlo, mentre cerca di far venire alla festa sua moglie, Rosalinde. Orlofsky gli offre da bere e gli dice che la sola sua speranza di divertimento sta nella promessa che Falke gli ha fatto di ridere di lui, il Marchese Renard. Eisenstein rimane un po' interdetto.
Ma la sua meraviglia aumenta quando riconosce Adele. Essa tenta di fargli credere che si sbaglia, che la somiglianza è casuale. Eisenstein alla fine si lascia convincere. A Eisenstein-Renard viene poi presentato il cavalier Chagrin, che altri non è che il direttore delle carceri travestito. S'instaura subito un rapporto di simpatia tra i due. Alcune dame vorrebbero cenare, ma Falke dice loro che occorre aspettare l'arrivo di una contessa ungherese che vuol mantenere l'incognito e che quindi si presenterà mascherata. Tutti sono molto curiosi. Eisenstein continua a pensare alla strana somiglianza tra Olga e Adele. Tuttavia ne è affascinato: la ritiene infatti assai più graziosa della sua cameriera. Decide quindi di corteggiarla con il suo sistema preferito: agitare sotto il naso della dama un orologio da donna, facendole capire che potrebbe essere un regalo.
Ma ecco giungere finalmente Rosalinde, travestita da contessa ungherese. Falke l'ha informata che suo marito è alla festa e non in prigione. E infatti non tarda a vedere il marito che corteggia... la sua cameriera, la quale indossa un suo vestito.
Eisenstein-Renard e Frank-Chagrin si avvicinano a Falke che indica loro la contessa. Il marito, che non l'ha riconosciuta, decide subito di corteggiarla e le mostra il solito orologio, che lei gli sottrae con grande astuzia per avere una prova inconfutabile del tradimento.
Giunge il momento in cui gli invitati dovrebbero svelare le rispettive identità. Rosalinde non vuole e canta una csárdás, per far vedere e sentire quant'è ungherese. Ora gli invitati vogliono che Falke faccia lo scherzo promesso: la storia del pipistrello. A queste parole Eisenstein si ricorda della beffa fatta a Falke e la racconta a tutti: egli, dopo aver fatto in modo che Falke si ubriacasse per bene, lo aveva deposto, la mattina presto, sotto un albero con il suo costume da pipistrello costringendolo ad attraversare la città vestito in quel modo, deriso da tutti. Questo racconto diverte i presenti, ma è ormai giunta l'ora della cena. Orlofsky canta l'aria dello champagne e tutti fraternamente si vogliono bene a ritmo di valzer. La festa è ormai al culmine. Eisenstein tenta ancora, ma invano, di convincere la "Contessa" a smascherarsi. Alle sei Eisenstein e Frank se ne vanno: tutti e due verso la prigione, ignorando che l'uno è il direttore del carcere e l'altro il carcerato.

### Atto 3
Vienna, Ufficio del direttore delle carceri.
È l'alba. Alfred, rinchiuso in cella, sta cantando. Il guardiano Frosch, ubriaco, lo zittisce e prepara il rapporto per Frank, da poco reduce e ancora inebriato dalla festa presso Orlofsky.
Suona il campanello: sopraggiungono Ida e Adele le quali chiedono del Chevalier Chagrin e vengono condotte nell'ufficio di Frank. Adele confessa di non essere un'attrice, ma le piacerebbe tanto diventarlo: è quindi venuta per sollecitare l'aiuto del Chevalier. Si esibisce dinanzi a lui suscitando il suo interesse: la giovane vorrebbe esser presentata da lui a qualche impresario teatrale. Frank non ha nemmeno il tempo di riflettere, poiché di nuovo suona il campanello: è Eisenstein-Renard che si presenta per scontare la pena carceraria. Vedendo dinanzi a sé il cavalier Chagrin, che gli dice di aver arrestato Eisenstein la sera precedente, resta a bocca aperta. Soprattutto perché viene a sapere che "Eisenstein" stava cenando con sua moglie, alla quale ha sussurrato addii molto teneri. A questo punto il vero Eisenstein non ha più alcuna voglia di ridere.
Suona di nuovo il campanello della prigione: ora si annuncia una donna velata. Eisenstein è perplesso. Arriva infine anche Blind, l'avvocato fatto venire dal falso Eisenstein. A questo punto Eisenstein ha un'idea: indossa cappotto, parrucca e occhiali di Blind e fa in modo che sia presente pure Rosalinde: essa è venuta a scongiurare Alfred di fuggire per non rischiare di incontrare suo marito e quindi di comprometterla. Eisenstein-Blind la sottopone a un interrogatorio insieme ad Alfred medesimo: pretende di sapere cosa è successo in quella casa, la sera prima, mentre lui non c'era e soprattutto chi è l'uomo che è stato arrestato al suo posto. Poi Eisenstein, in preda all'ira, si rivela, ma Rosalinde sdegnata gli mostra l'orologio che gli ha sottratto alla festa: ecco la vendetta sul marito volubile.
Tutti sono in scena quando Falke rivela che ciò a cui hanno assistito è la vendetta del pipistrello. Eisenstein non se ne ha a male. Anzi, tutti insieme danno la colpa di ogni cosa allo champagne, il Re di tutti i vini.

## Brani famosi
- Overture, (atto I)
- Täubchen, das entflattert ist, Alfred (atto I)
- Ach, ich darf nicht hin zu ihr, Rosalinde, Adele (atto I)
- Nein, mit solchen Advokaten, Eisenstein, Blind, Rosalinde (atto I)
- Komm mit mir zum Souper, Eisenstein, Falke (atto I)
- So muß allein ich bleiben, Eisenstein, Rosalinde, Adele (atto I)
- Trinke, Liebchen, trinke schnell, Alfred, Rosalinde (atto I)
- Ein Souper heut uns winkt, Coro (atto II)
- Ich lade gern mir Gäste ein, Orlofsky (atto II)
- Mein Herr Marquis, Adele (atto II)
- Dieser Anstand, Eisenstein, Rosalinde (atto II)
- Klänge der Heimat, Rosalinde (atto II)
- Im Feuerstrom der Reben , Orlofsky, Adele, Eisenstein, Coro (atto II)
- Genug damit, genug, Coro (atto II)
- Spiel' ich die Unschuld vom Lande, Adele (atto III)
- Ich stehe voll Zagen, Eisenstein, Rosalinde, Alfred (atto III)
- O Fledermaus! O Fledermaus!, Coro (atto III)

## Parafrasi
Com'era sua abitudine, rielaborando i motivi e le più belle melodie del Fledermaus, Strauss ricavò una serie di brani per le sale da concerto:
- Fledermaus-Polka, op. 362
- Fledermaus-Quadrille, op. 363
- Tik-Tak-Polka, Polka-schnell, op. 365
- An der Moldau, Polka-française, op. 366
- Du und Du, Valzer, op. 367
- Glucklich ist, wer vergißt, Polka-mazurka, op. 368

## Discografia parziale
- Strauss, J., Die Fledermaus - Carlos Kleiber - Julia Varady/Lucia Popp/Hermann Prey/Iwan Rebroff/René Kollo/Bernd Weikl - Bayerisches Staatsorchester, 1975 Deutsche Grammophon
- Strauss II: Die Fledermaus - Herbert von Karajan/Elisabeth Schwarzkopf/Nicolai Gedda/Philharmonia Orchestra, Naxos/EMI
- Strauss, J., Pipistrello - Böhm/Janowitz/Windgassen/WPO, 1971 Decca
- J. Strauss II: Die Fledermaus - Eberhard Waechter/Erich Kunz/Herbert von Karajan/Hilde Güden/Regina Resnik/Waldemar Kmentt/Walter Berry/Wiener Philharmoniker, 1960 Decca
- J. Strauss: Die Fledermaus - Herbert von Karajan/Gustav Pick/Giuseppe Di Stefano/Eberhard Wächter/Hilde Güden/Rita Streich/Chor der Wiener Staatsoper/Walter Berry/Orchester der Wiener Staatsoper, RCA/BMG
- Johann Strauss II: Die Fledermaus - André Heller/Anton Scharinger/Barbara Bonney/Chorus of De Nederlandse Opera/Christian Boesch/Edita Gruberová/Elisabeth von Magnus/Josef Protschka/Marjana Lipovsek/Nikolaus Harnoncourt/Royal Concertgebouw Orchestra/Waldemar Kmentt/Werner Hollweg, 1988 Teldec
- Strauss II, J: Die Fledermaus - Anneliese Rothenberger/Nicolai Gedda/Dietrich Fischer-Dieskau/Renate Holm/Willi Boskovsky/Wiener Symphoniker, 1972 EMI/Warner
- Strauss II: Die Fledermaus - Martha Lipton/Paul Franke/Clifford Harvuot/Metropolitan Opera Chorus/Lily Pons/Metropolitan Opera Orchestra/John Brownlee/Eugene Ormandy/Ljuba Welitsch/Richard Tucker/Charles Kullman, Naxos
- Strauss, Jr.: Die Fledermaus - Lucia Popp/Eva Lind/Agnes Baltsa/Peter Seiffert/Plácido Domingo/Wolfgang Brendel/Kurt Rydl/Heinz Zednik/Bavarian Radio Chorus/Munich Radio Orchestra/Placido Domingo, dir. - 1986 EMI
- Strauss, J., Pipistrello - Previn/Te Kanawa/Gruberova/Bär, 1990 Decca/Philips

## DVD parziale
- Pipistrello - Kleiber/Coburn/Perry/Wächter, regia Otto Schenk, Deutsche Grammophon
- Pipistrello - Böhm/Janowitz/Windgassen/WPO, 1971 Deutsche Grammophon
- Die Fledermaus - Plácido Domingo/Kiri Te Kanawa/Hermann Prey/Hildegard Heichele/Benjamin Luxon, 1984 Kultur/Warner/BBC